# آلتو دو لا استانسیا
التو دو لا استانسیا (به اسپانیایی: Alto de la Estancia) یک منطقهٔ مسکونی در پاناما است که در Coclé واقع شده‌است.

## خصوصیات
التو دو لا استانسیا ۱ ۲۰۴ نفر جمعیت دارد.